# Voo US-Bangla Airlines 211
O voo US-Bangla Airlines (BS211/UBG211) foi um voo internacional regular de passageiros da US-Bangla Airlines com origem no aeroporto Shahjalal Internacional, Dhaka, no Bangladesh, para o Aeroporto Internacional de Tribhuvan, Kathmandu, no Nepal. No dia 12 de março de 2018, às 14h15 hora local (08h30 UTC), a aeronave servindo o voo, um Bombardier Dash 8 Q400, caiu durante a aterragem e explodiu em chamas. Havia 67 passageiros e 4 tripulantes a bordo. Cinquenta e uma  pessoas morreram, enquanto 22 sobreviveram com ferimentos.

## Aeronave
A aeronave acidentada era um Bombardier Dash 8 Q400 com registo S2-AGU. A aeronave foi entregue pela primeira vez à Scandinavian Airlines em 2001. Foi vendida à Augsburg Airways em 2008, antes de ser vendida à US-Bangla Airlines em 2014. Já tinha sido envolvida noutro incidente em 2015, quando derrapou fora da pista em Saidpur. Não houve feridos. A aeronave sofreu danos ligeiros e foi devolvida ao serviço oito horas mais tarde.

## Acidente
O voo partiu do aeroporto Shahjalal Internacional em Dhaka, capital do Bangladesh, às 12h52 hora local (UTC 6h52), transportando 67 passageiros e 4 tripulantes, 71 pessoas no total, para o Aeroporto Internacional de Tribhuvan em Kathmandu, capital do Nepal. A partida e o voo em cruzeiro correram sem problemas.
A torre de controle do aeroporto Internacional de Tribhuvan, deu autorização de aterragem ao avião na pista 02, mas a tripulação, pediu para usar a pista 20, antes. A torre de controle, em seguida, deu autorização de aterragem na pista 20. De seguida, a torre de controle, perguntou à tripulação qual a sua intenção, tendo a tripulação respondido: "eu gostaria de aterrar na 02".
A imprensa local informou que o voo havia passado o limite da pista 02 e, aparentemente, chegou a pousar antes de cair. De acordo com testemunhas, o avião não estava corretamente alinhado com a pista. Um dos sobreviventes relatou que "o avião começou a comportar-se de forma estranha". Trabalhadores no chão afirmaram que o avião balançava repetidamente. Durante a aterragem ele desviou-se, derrapou para fora da pista e bateu contra a cerca de perímetro do aeroporto. De seguida, ele deslizou e caiu sobre um campo de futebol. Um sobrevivente recordava que enquanto o avião aterrava sacudiu violentamente e despenhou-se com um grande estrondo. Por fim, explodiu em chamas devido à rutura dos seus tanques de combustível. O avião partiu-se em vários pedaços.
Bombeiros e serviços de emergência foram imediatamente chamados ao local. Os bombeiros demoraram 15 minutos a apagar as chamas. Trinta e uma pessoas foram transportadas para vários hospitais em Kathmandu, muitas delas gravemente feridas. Os trabalhadores de resgate encontraram de imediato oito corpos no local do acidente. Após buscas adicionais encontraram mais 32 corpos. 49 pessoas morreram no acidente; destas, 40 pessoas morreram no local, enquanto outras nove pessoas foram declaradas sem vida no hospital. O aeroporto foi fechado durante três horas devido ao acidente.
Este é o primeiro acidente fatal envolvendo um avião da US-Bangla, e o segundo acidente mais mortífero envolvendo um Bombardier Dash 8, seguido apenas do acidente da Colgan Air Flight 3407 em 2009. Foi também o terceiro acidente de avião mais fatal da história do Nepal, à parte do voo Thai Airways International Flight 311 e Pakistan International Airlines 268, ambos em 1992. É o oitavo acidente aéreo fatal de passageiros do Nepal nesta década, resultando num total de 179 mortes.

## Tripulação e passageiros
A aeronave teria 67 passageiros a bordo, incluindo duas crianças, e quatro membros da tripulação. O comandante era Abid Sultão, um antigo piloto da Força Aérea do Bangladesh. O primeiro oficial era Prithula Rashid, a primeira mulher piloto da companhia aérea. Sultan tinha 22 anos de experiência de voo. Os outros dois membros da tripulação de cabina eram Khwaza Hossain Mohammad Shafi e Shamim Akter.
| Nacionalidade | Passageiros | Tripulação | Total |
| ------------- | ----------- | ---------- | ----- |
| Nepal         | 33          | 0          | 33    |
| Bangladesh    | 32          | 4          | 36    |
| China         | 1           | 0          | 1     |
| Maldivas      | 1           | 0          | 1     |
| Total         | 67          | 4          | 71    |

## Investigação
O Primeiro-Ministro Nepalês Khadga Prasad Oli visitou de imediato o local do acidente para observar e monitorizar a operação de resgate. Mais tarde, iniciou uma investigação sobre o acidente.